# Václav Nový
Václav Nový (fl. XX secolo) è stato un velocista boemo. Partecipò alla gara dei 100 metri piani alle Olimpiadi 1900 di Parigi, dove fu eliminato alla prima batteria